# Герасименко Олена Василівна
Оле́на Васи́лівна Герасиме́нко нар. 18 травня 1958, с. Носачів Смілянський район Черкаська область — українська поетеса. Член Національної спілки письменників України (2011).

## Біографія
Народилась 18 травня 1958 року у селі Носачів Смілянського району Черкаської області. Закінчила Чернігівський юридичний технікум. Працювала в Теплицькому управлінні праці та соціального захисту населення Вінницької області.
Від 2010 року — керівник районного літературно-творчого об'єднання «Дивослово».
З травня 2011 року — член Національної спілки письменників України.

## Творчість
Авторка поетичних збірок:
- «Паралелі сонячних дощів»: поезії. — Вінниця: ПП Вадим Клименко, 2005. — 157 с.;
- «Аплікації думок»: поезія. — Вінниця: ДП ДКФ, 2006. — 84 c.;
- «Ватра на двох»: поезія. — Вінниця: ФОП Данилюк В. Г., 2010. — 192 c.;
- «Причетність»: поезія. — Вінниця: Консоль, 2013. — 160 с.;
- «Точка дотику»: лірика. — Вінниця: Вінницька газета, 2017. — 80 с. — ISBN 978-966-2257-65-6.

Численні публікації — в альманахах, часописах, обласній та республіканській пресі, серед яких журнал «Дніпро», «Вінницький край», газета «Літературна Україна», «Антологія сучасної новелістики та лірики України», «Клекіт-1», «Клекіт-2», «Клекіт-3», «Стожари», «Сторожові вогні над Божою рікою», «Ми в дорогу вийшли на світанні» та інші.
Упорядник і літературний редактор низки регіональних альманахів та книг поезій інших авторів, зокрема, літературно-мистецького альманаху «Джерела — з теплицьких глибин», поетичних збірок І. Дем'янишиної «Прилітай, лелеко!», М. Камінського «Гвоздики на снігу» та ін.
Ініціатор встановлення у вересні 2012 року поблизу с. Соболівки Теплицького району на Вінниччині пам'ятного знаку письменниці Галині Журбі.

## Нагороди
- Теплицька районна премія імені Миколи Леонтовича (2003);
- Літературна премія імені Михайла Стельмаха журналу «Вінницький край» (2009);[5]
- Почесна грамота Верховної Ради України (2017);
- Літературно-мистецька премія «Кришталева вишня» (2017).[6]
- Лауреатка Літературної премії імені Тодося Осьмачки 2024 року за поетичну збірку «Соло для цвіркуна»[7].